# Ватопед
Ватопе́дский монасты́рь, или Ватопе́д (греч. Βατοπέδι или Βατοπαίδι, от греч. Βατος — куст и παιδί — дитя, отрок; куст отрока), — православный греческий мужской монастырь на Святой Горе Афон в Греции, второй в иерархии афонских монастырей, один из самых древних, богатых и обширных. Находится на северо-восточном побережье полуострова Афон, между монастырями Эсфигмен и Пантократор.

## История
По преданию монастырь в его нынешнем виде построен около 972—985 годов тремя богатыми и знатными людьми: Афанасием, Николаем и Антонием. Они приняли монашество и стали учениками преподобного Афанасия Афонского, который отправил их жить на то место где сейчас стоит Ватопед.
Главный собор монастыря (X век) освящён в честь Благовещения Пресвятой Богородицы. Престольный праздник монастыря совершается 25 марта по юлианскому календарю (7 апреля по новому стилю). Кроме соборного храма в обители ещё шестнадцать параклисов (небольших церквей).
С 1743 по 1759 год здесь существовала знаменитая Афонская академия.

## Постройки
Монастырь начинается с ворот, над которыми надстроена часовня. Далее начинается внутренний двор. По левую руку расположена гостиница и библиотека. Главный храм монастыря посвящён Благовещению Богородицы. К зданию главного храма пристроены 5 часовен: Святого Николая и Святого Дмитрия, Архангелов, Святой Троицы и Богородицы Парамифия (Увещание). Перед башней главного храма находится купель, созданная в 1810 году.

## Библиотека
В библиотеке монастыря хранится: 1700 рукописей, 600 кодексов на пергаменте, 25 пергаментных свитков и более 10 000 печатных изданий. В их числе одна из старейших рукописей «Географии» Клавдия Птолемея, датируемая XI веком, книга написана на пергаменте — длина страницы 37 см, ширина — 25 см. Книга состоит из 66 страниц с текстом и 42 страниц с цветными картами.

## Владения
На Святой Горе монастырю принадлежат два скита, они посвящены святому Димитрию Солунскому и апостолу Андрею Первозванному (бывший русский Андреевский скит в Карее) и двадцать семь келий, также имеются подворья за пределами Афона. Помимо земель и построек на горе Афон, монастырю принадлежит также Андреевское подворье в Стамбуле, ранее принадлежавшее русскому Свято-Андреевскому скиту. Кроме того в собственности монастыря находится порядка 150 тыс. гектаров земли в континентальной Греции, в том числе переданное в 890 году в дар монастырю озеро Вистонида. Право собственности на озеро с 1920-х годов оспаривает греческое государство.

## Святыни монастыря

### Иконы
Среди находящихся в монастыре Богородичных икон по меньшей мере семь почитаются чудотворными:
- «Отрада», или «Утешение» («Парамифия», XIV век),
- «Всецарица» («Пантанасса», XVII век),
- «Елеоточивая», или «Келарница» («Элеовритисса», «Дохиарисса», XIV век),
- «Ктиторская», или «Алтарница» («Виматарисса», X век),
- «Закланная» («Эсфагмени», XIV век),
- «Предвозвестительница», или «Живоприятная» («Антифонитриа»),
- «Простреленная» («Пироволифиса»).

В монастыре находится диптих из икон Пантократора и Богородицы «Умиление», который почитается как иконы, принадлежащие императрице Феодоре, восстановившей иконопочитание.

### Мощи
В монастыре хранится крест императора Константина, крест-реликварий с частицей  Животворящего Древа Господня и мощами святых, Трость от Страстей Господних, часть честного пояса Пресвятой Богородицы, главы святителей Григория Богослова и Иоанна Златоуста, великомучеников Меркурия и Иакова Персянина, а также частицы глав первомученика Стефана, святителя Модеста, мученицы Пелагии девы, преподобномученицы Феодосии Константинопольской, священномученика Харалампия, мучеников Сергия и Вакха, великомученика Феодора Стратилата, мученика Флора, мученика Арефы и др.
Также в монастыря находятся частицы мощей: Иоанна Предтечи, апостола Андрея, апостола Варфоломея, преподобной Макрины, великомученика Пантелеимона, мученика Трифона, великомученика Прокопия, предодобномученицы Параскевы Римляныни, великомученика Феодора Тирона, священномученика Ермолая, великомученицы Екатерины и др.
Из мощей ватопедских святых в монастыре находятся честные главы основателей монастыря Николая, Афанасия, Антония, новоявленного чудотворца Евдокима, преподобных Агапия, Никодима и Иоакима Папулакиса.

## Известные личности, связанные с монастырём
- Святой Савва Сербский был здесь иноком в конце XII века[2].
- Около 1312 года здесь работал один из лучших мастеров своего времени, иконописец Мануил Панселин, в частности он выполнил фреску «Ведение на крест»[5].
- Преподобный Симеон Мироточивый, царь Сербский жил здесь в конце XII века[2].
- Святитель Григорий Палама подвизался здесь в XIV веке[2][6].
- Патриарх Константинопольский  Геннадий Схоларий (1405—после 1472) пришёл сюда после отречения от Патриаршего престола в 1456 году[2].
- Преподобный Максим Грек принял здесь монашество в 1507 году[2].